# Дефляция (экономика)
Дефля́ция (от лат. deflatio «сдувание») — снижение общего уровня цен на товары и услуги; процесс, противоположный инфляции. При этом анализируются цены в национальной валюте.
Дефляция может сопровождаться ревальвацией — повышением курса национальной валюты по сравнению с зарубежными. Но на практике центральные банки при дефляции обычно стремятся девальвировать национальную валюту, чтобы увеличить совокупный спрос.

## Исторические примеры дефляции

### США
- Наиболее характерным примером дефляции в XX веке является падение цен во время Великой депрессии 1920—1930 годов[2].

### Япония
Основная статья: Дефляция в Японии
Дефляция в Японии началась с середины 1990-х годов (в пределах −1 %). Банк Японии совместно с правительством пытался ликвидировать дефляцию за счёт снижения процентных ставок и «количественного смягчения», но не смогли создать устойчивый рост денежной массы, и дефляция сохранилась. В июле 2006 года политика нулевой ставки была прекращена. Данный экономический феномен назвали «японская болезнь». О причинах этой затяжной «болезни» в экономической науке всё ещё ведутся дискуссии. Высказываются несколько предположений о причинах дефляции в Японии:
- Жёсткие денежные условия. Банк Японии ослабляет монетарную политику только при дефляции, ужесточая её всякий раз, когда дефляция заканчивается[6]. Чтобы вырваться из дефляции, разогнать инфляцию и повысить экономический рост, правительство премьер-министра Японии Синдзо Абэ начиная с 2012 года проводило экономическую политику, названую «Абэномикой»[7]. Главными мерами этой политики были искусственная девальвация иены путём удвоения денежной массы в стране, количественное смягчение, фискальное стимулирование и структурные реформы[8][9]. Однако данные меры не помогли добиться желаемого результата.
- Уменьшение населения, вызванное демографическим кризисом и старением Японии. Японская нация является самой престарелой и одной из самых быстро стареющих в мире (по состоянию на 1 октября 2021 года 29,1 % населения Японии было старше 65 лет). Потребление уменьшается из-за уменьшения населения, вызванного на фоне старения населения превышением смертности над рождаемостью и строгой иммиграционной политикой. Накопленные свободные (не вложенные в экономику) денежные активы у населения увеличиваются, но из-за дефляции цены на товары и услуги с каждым годом падают, что ещё больше снижает спрос и оттягивает момент покупки товаров населением[10].
- Падение цен на активы. В случае Японии дефляция цен на активы представляла собой среднюю реверсию или коррекцию обратно к уровню цен, который преобладал до появления пузыря на рынке активов. В 1980-х годах был довольно большой ценовой пузырь в акциях и особенно в недвижимости в Японии (пик в конце 1989 года).
- Неплатёжеспособные компании. Банки кредитуют компании и частных лиц, которые инвестировали в недвижимость. Когда стоимость недвижимости упала, эти кредиты не могли быть оплачены. Банки могли попытаться получить залог (землю), но это не компенсировало кредит. Банки отложили подобные решения о продаже, надеясь, что цены на активы улучшатся. Эти задержки были санкционированы национальными банковскими регуляторами. Некоторые банки выдавали ещё больше кредитов таким компаниям, которые использовались для обслуживания уже существовавшего долга. Этот непрерывный процесс известен как поддержание «нереализованных убытков», и до тех пор, пока активы не будут полностью переоценены и/или распроданы (и убытки «реализованы»), они будут оставаться дефляционной силой в экономике. Совершенствование закона о банкротстве, закона о передаче земли и налогового законодательства было предложено в качестве методов, чтобы ускорить этот процесс и тем самым положить конец дефляции.
- Неплатёжеспособные банки. Банки с большой процентной долей «недействующих» кредитов (по которым они не получают платежи, но ещё не списали), не могут наращивать объём кредитования. Они должны увеличить свои денежные резервы для покрытия проблемных кредитов.
- Страх перед неплатёжеспособными банками. Японцы боятся, что банки обанкротятся, поэтому они предпочитают покупать казначейские облигации США или Японии вместо того, чтобы хранить свои деньги на банковском счёте. Это также означает, что их деньги недоступны для кредитования и, следовательно, не формируют экономический рост. Это означает, что высокая норма сбережений снижает потребление, но эти сбережения не проявляются в экономике в форме новых инвестиций. Люди также экономят, владея недвижимостью, что ещё больше замедляет рост, поскольку это приводит к росту цен на землю.
- Импортированная дефляция. Япония импортирует недорогие потребительские товары из Китая и других стран (из-за более низкой заработной платы и быстрого роста в этих странах) и недорогое сырье, часто достигшее минимальных значений цен в начале 2000-х годов. Таким образом, цены на импортную продукцию снижаются. Отечественные производители должны соответствовать этим ценам, чтобы оставаться конкурентоспособными. Это снижает цены на многие товары и, следовательно, приводит к дефляции.
- Расходы на стимулы. Согласно австрийской и монетаристской экономической теории, кейнсианские расходы на «стимул» на самом деле имеют угнетающий эффект, потому что правительство конкурирует с частным сектором и узурпирует частные инвестиции[11]. В 1998 году, например, Япония произвела пакет «стимулов» на сумму более 16 трлн иен, более половины из которых — общественные работы, которые могут оказать отрицательное воздействие на эквивалентный объём частной экономической деятельности, создающей богатство[12]. В целом, пакеты «стимулов» в Японии составили более 100 трлн иен, и всё же они потерпели неудачу. Согласно этим экономическим школам, эти «стимулирующие» деньги на самом деле увековечили проблему, которую они должны были решить.

### Ирландия
В феврале 2009 года Центральное статистическое управление Ирландии объявило, что месяцем ранее в стране произошла дефляция: цены упали на 0,1 % по сравнению с аналогичным периодом 2008 года. Это был первый раз, когда дефляция ударила по экономике Ирландии с 1960 года. В целом потребительские цены снизились на 1,7 % за месяц.
Брайан Ленихан, министр финансов Ирландии, упомянул дефляцию в интервью RTÉ Radio. По словам представителя RTÉ, «министр финансов Брайан Ленихан заявил, что необходимо учитывать дефляцию, когда рассматриваются бюджетные сокращения пособий на детей, выплат в государственном секторе и оплаты профессиональных услуг. По словам Ленихана, стоимость жизни в этом году упала на 6,6 %». Это интервью примечательно тем, что упомянутая дефляция не воспринимается министром негативно. Министр упоминал дефляцию как аргумент в пользу сокращения определённых статей государственного бюджета. Предполагаемый экономический ущерб, вызванный дефляцией, им не упоминался. Это замечательный пример дефляции в современную эпоху, который обсуждается высокопоставленным министром финансов без какого-либо упоминания о том, как этого можно было избежать и стоило ли это делать вообще.

## Дефляционные тенденции в ряде стран
В период после 2000 года в ряде стран (прежде всего в Японии, США, Евросоюзе) наблюдается тенденция к снижению учётных ставок (вплоть до отрицательных значений), но это не приводит к существенной инфляции, или даже сопровождается дефляцией.